# Julie Wilson
Julie May Wilson, född 21 oktober 1924 i Omaha i Nebraska, död 5 april 2015 i New York, var en amerikansk sångerska och skådespelare.

## Karriär
Julie Wilson vann titeln som Miss Nebraska och skulle ha tävlat i skönhetstävlingen Miss America när modern till en medtävlande avslöjade att Wilson var tre dagar yngre än ålderskravet på 18 år.
Wilson scendebuterade på Broadway 1946 i revyn Three to Make Ready. 1951 flyttade hon till London för att medverka i en uppsättning av Kiss Me, Kate på West End. Hon stannade i Storbritannien under fyra år innan hon återvände till New York där hon fortsatte att uppträda på Broadway. Under 1980-talet började hon ägna sig åt kabaré och blev så småningom ett ansikte för kabaréscenen i New York. Hon nominerades 1988 till en Tony Award för sin insats i musikalen Legs Diamond.
Hon gifte sig tre gånger och alla äktenskapen slutade i skilsmässa. Med sin andre make Michael McAloney fick hon två söner varav den ena är skådespelaren Holt McCallany. Julie Wilson avled av en stroke i sitt hem på Manhattan 90 år gammal.

## Filmografi
- 1954 – The Secret Storm (TV-serie) (som Brooke Lawrence)

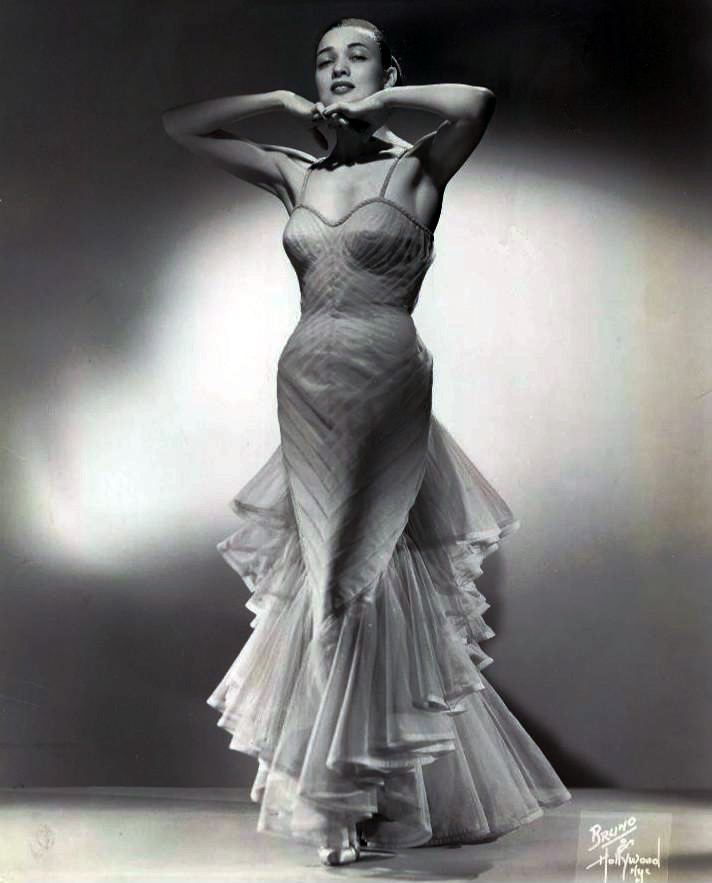
Julie Wilson (maj 1963)

- 1956 – Sunday Spectacular: The Bachelor (TV-film) (Leslie)
- 1957 – The Strange One (Rosebud)
- 1957 – This Could Be the Night (Ivy Corlane)
- 1957 – Suspicion (TV-serie) (1 avsnitt)
- 1957 – Kraft Television Theatre (TV-serie) (1 avsnitt)
- 1958 – Kiss Me, Kate (TV-film) (Lois Lane (Bianca))
- 1959 – The Phil Silvers Show (TV-serie) (Monica Malamar)
- 1962 – Some Like It Cool (Jill)
- 1976–1982 – The Young Doctors (TV-serie) (sjuksköterskan Jody Carter)
- 1981 – Alison's Birthday (Maureen Tate)
- 1984 – Mike Hammer (TV-serie) (1 avsnitt)
- 1991 – Monsters (TV-serie) (1 avsnitt)
- 1997 – Rough Riders (TV-serie) (2 avsnitt)
- 2008 – Vote and Die: Liszt for President

## Diskografi (urval)
Studioalbum (solo)
- 1956 – Love
- 1957 – My Old Flame
- 1958 – Julie Wilson At The St. Regis
- 1960 – Meet Julie Wilson